# Nissan Ariya
L'Ariya est un SUV coupé compact électrique produit par le constructeur automobile japonais Nissan depuis novembre 2021.

## Présentation
L'Ariya est préfiguré par le show car éponyme, présenté au salon de Tokyo 2019.
La version de série du premier SUV électrique du constructeur japonais est présentée le 15 juillet 2020. Sa commercialisation, initialement prévue à partir du printemps 2021, est repoussée à la fin de l'année en raison d'une pénurie mondiale de puces électroniques. Il est commercialisé en France à partir du 31 mars 2022.
L'Ariya est l'un des sept finalistes pour le concours de Voiture de l'année 2023.

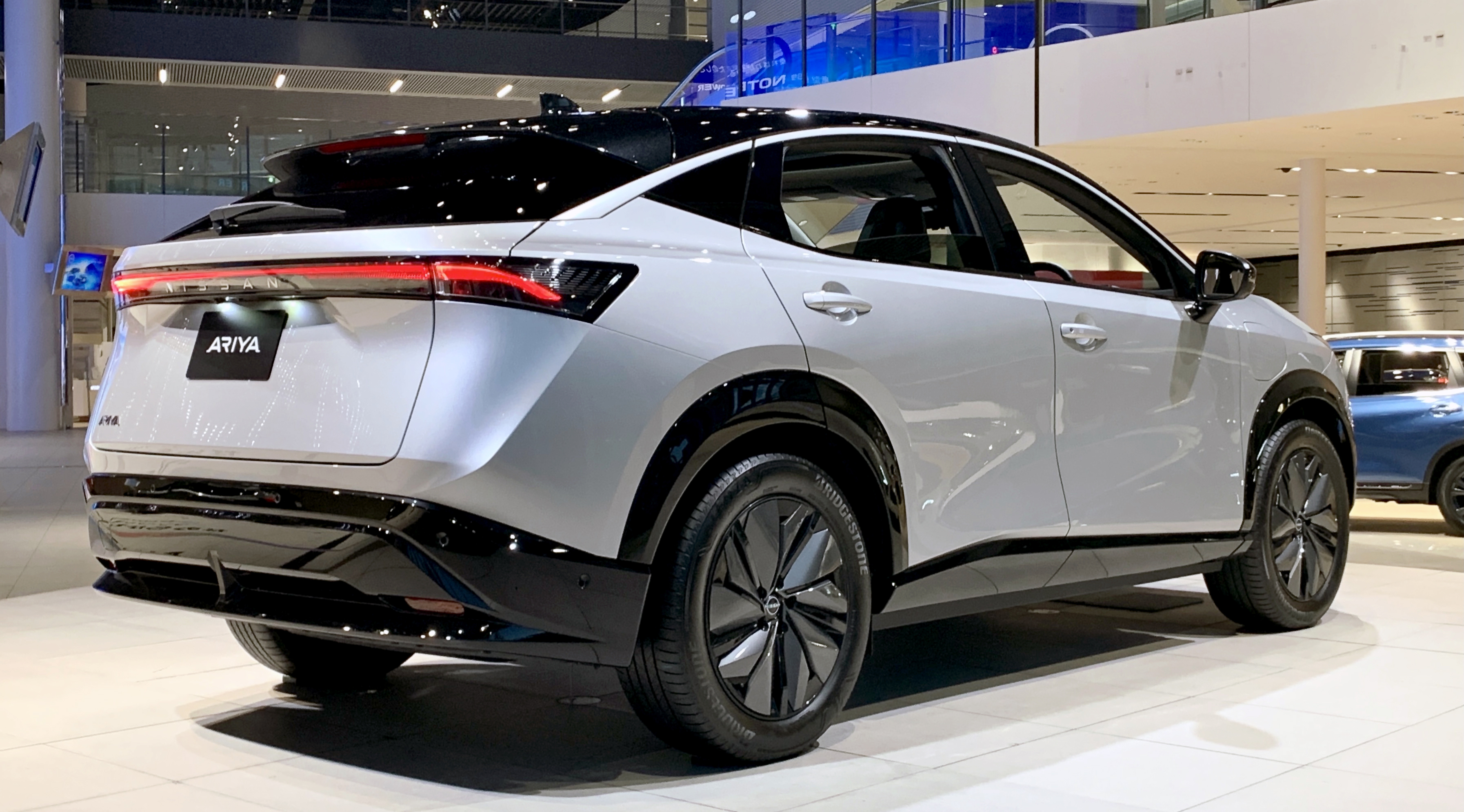
Nissan Ariya
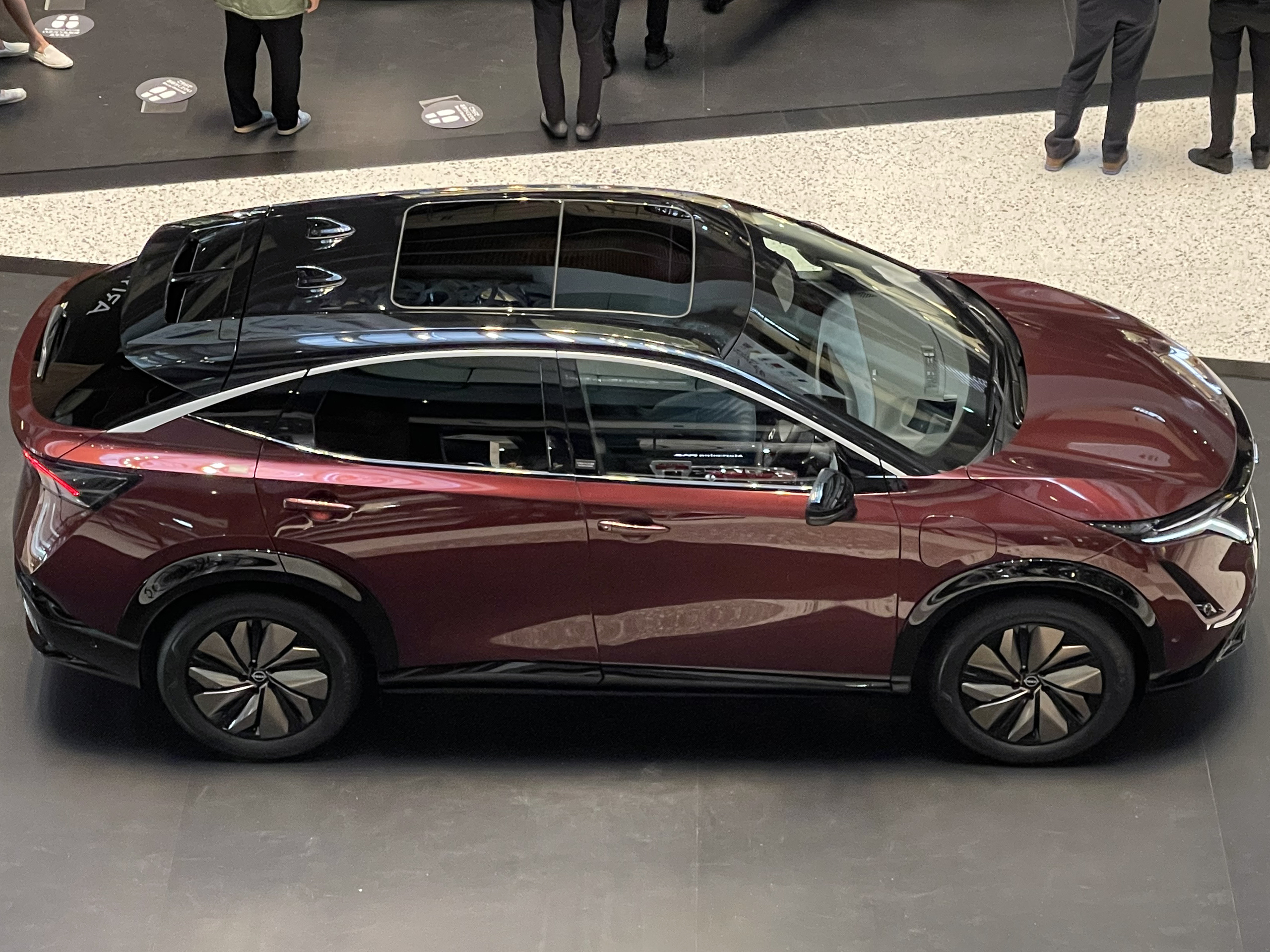
Nissan Ariya
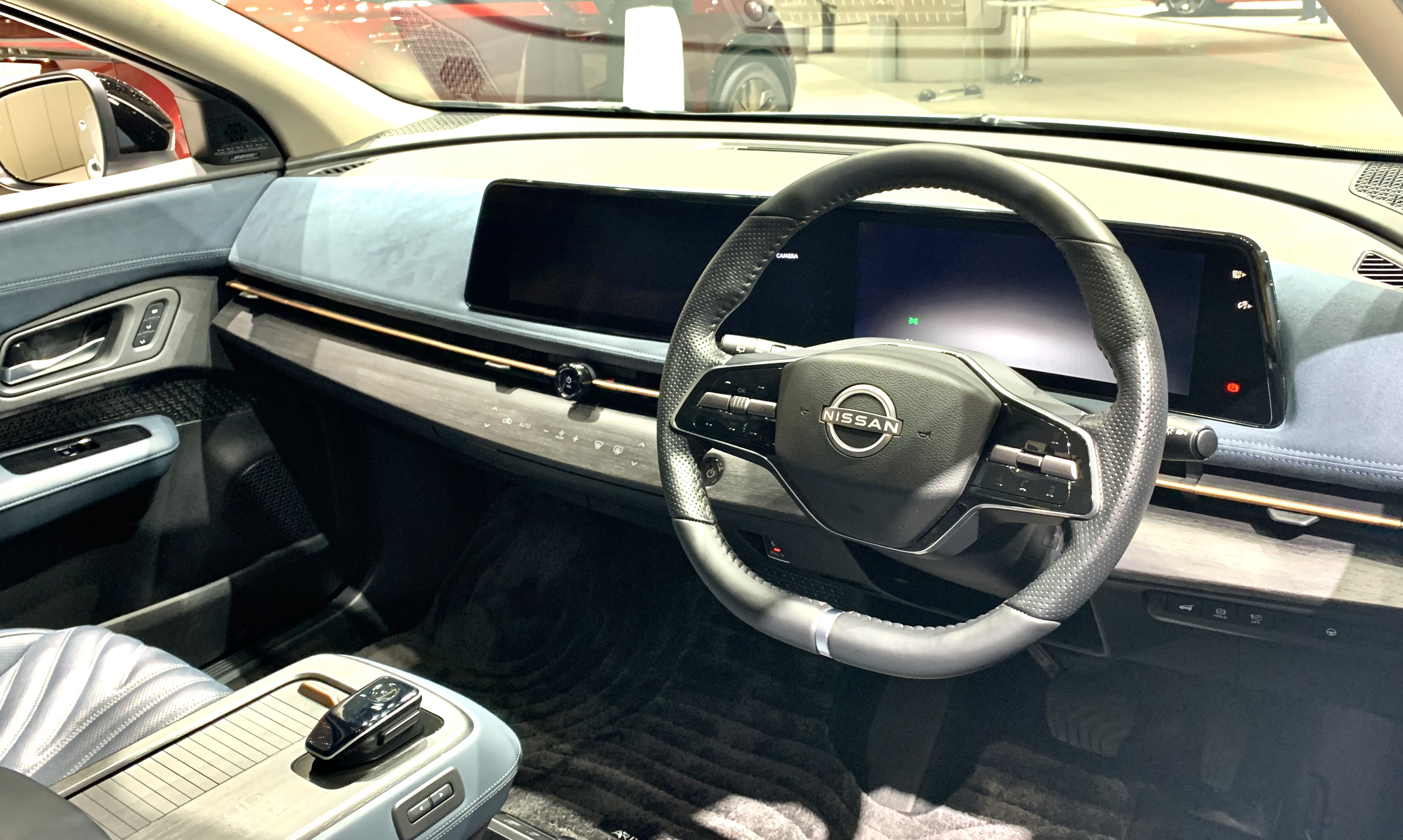
Nissan Ariya (intérieur)

## Caractéristiques techniques
Le Nissan Ariya repose sur la plate-forme technique modulaire CMF-EV (Common Module Family-Electric Vehicles) dédiée aux véhicules électriques de l'alliance Renault-Nissan-Mitsubishi.

### Motorisations
L'Ariya peut recevoir un ou deux moteurs électriques, placé sur l'essieu avant en traction, ou sur les deux essieux procurant dans ce cas une transmission intégrale nommée e-4ORCE. Il s'agit de la première voiture basée sur la plate-forme CMF-EV de l'Alliance Renault-Nissan à transmission intégrale.
Dans un premier temps versions sont disponibles. En deux roues motrices, l'Ariya reçoit un moteur à l'avant de 160 kW (218 ch) associé à une batterie de 63 kWh, soit un moteur de 178 kW (242 ch) associé à une batterie de 87 kWh. En quatre roues motrices, l'ensemble des moteurs procurent 225 kW (306 ch) avec la batterie 87 kWh.
Dès avril 2023, une version 291 kW (396 ch) avec la batterie 87 kWh est commercialisée en France.
La version Nismo est dotée de deux moteurs (transmission intégrale) pour une puissance cumulée de 320 kW (435 ch) et développe 600 N m de couple, associés à la batterie de 87 kWh.
| Logo de Nissan                      | Nissan Ariya,                          | Nissan Ariya,                          | Nissan Ariya,                          | Nissan Ariya,                          |
| Logo de Nissan                      | Advance                                | Evolve                                 | e-4orce Evolve                         | e-4orce Evolve                         |
| ----------------------------------- | -------------------------------------- | -------------------------------------- | -------------------------------------- | -------------------------------------- |
| Type de moteur                      | Synchrone à stimulation externe (EESM) | Synchrone à stimulation externe (EESM) | Synchrone à stimulation externe (EESM) | Synchrone à stimulation externe (EESM) |
| Puissance moteur (kW)               | 160                                    | 178                                    | 225                                    | 291                                    |
| Puissance maximale (ch)             | 218                                    | 242                                    | 306                                    | 396                                    |
| Couple maximal (N m)                | 300                                    | 300                                    | 600                                    | 600                                    |
| Transmission                        | Traction                               | Traction                               | Intégrale                              | Intégrale                              |
| Vitesse maximale (en km/h)          | 160                                    | 160                                    | 200                                    | 200                                    |
| 0-100 km/h (en s)                   | 7,5                                    | 7,6                                    | 5,7                                    | 5,1                                    |
| Masse à vide (kg)                   | 1914                                   | 2089                                   | 2218                                   | 2293                                   |
| Dimensions des pneumatiques         | 235/55 R19                             | 235/55 R19                             | 235/55 R19                             | 255/45 R20                             |
| Batterie                            |                                        |                                        |                                        |                                        |
| Type                                | Lithium Ion                            | Lithium Ion                            | Lithium Ion                            | Lithium Ion                            |
| Capacité nominale(kWh)              | 66                                     | 91                                     | 91                                     | 91                                     |
| Capacité utile(kWh)                 | 63                                     | 87                                     | 87                                     | 87                                     |
| Autonomie (cycle WLTP) (km)         | 404                                    | 536                                    | 515                                    | 498                                    |
| Temps de recharge                   |                                        |                                        |                                        |                                        |
| Sur une prise domestique 2,3 kW     | 31h18                                  | 43h13                                  | 43h13                                  | 43h13                                  |
| Sur une borne 7,4 kW                | 9h44                                   | 13h26                                  | 13h26                                  | 13h26                                  |
| Sur une borne 22 kW                 | 3h16                                   | 4h31                                   | 4h31                                   | 4h31                                   |
| Sur une borne 130 kW (de 10% à 80%) | 0h25                                   | 0h35                                   | 0h35                                   | 0h35                                   |

## Finitions
Au lancement les 2 finitions proposées en France sont :
- Advance[11]
  - chargeur de smartphone à induction ;
  - combiné d'instrumentation digital à double écran de 12,3 pouces ;
  - GPS NissanConnect
  - Hayon électrique ;
  - jantes alliage 19 pouces ;
  - pompe à chaleur ;
  - sièges avant électriques et chauffants ;
  - système de navigation NissanConnect.

- Evolve et Evolve e-4orce (Advance +)[12]
  - affichage tête haute ;
  - console centrale coulissant électriquement ;
  - rétroviseur intérieur à affichage numérique ;
  - sièges avant ventilés ;
  - système audio Bose Premium ;
  - technologie de stationnement automatique ProPilot Park ;
  - toit ouvrant panoramique ;
  - volant à réglage électrique.

En avril 2023, deux nouvelles finitions font leur apparition :
- Engage (entrée de gamme)
- Evolve+ (uniquement proposée avec le bloc 396 ch)

## Versions

### Ariya Pole to Pole
L'Ariya Pole to Pole est un modèle unique, basé sur la version e-4orce Evolve, participant à une expédition allant du pôle Nord au pôle Sud à partir de mars 2023. Elle reçoit de légères modifications avec une suspension surélevée et élargie, et des pneus BF Goodrich de 39 pouces.

### Ariya Nismo
Le 12 janvier 2024, Nissan dévoile à Tokyo une version Nismo de son SUV Ariya.
Deux variantes du SUV électrique sont proposées : une version de base B6 avec 362 chevaux et 560 Nm de couple (batterie de 66 kWh), et une version plus performante B9 avec 429 chevaux et 601 Nm de couple, alimentée par une batterie d'une capacité brute de 91 kWh. L'Ariya Nismo se distingue en outre de la version classique par un kit carrosserie, des roues de 20 pouces et des pneus spécifiques 255/45 R20. Le châssis est également retravaillé, un mode de conduite Nismo apparaît pour une réponse plus rapide de l'accélérateur et un son artificiel inspiré de la Formule E est introduit. Enfin, une modification des pare-chocs, l'ajout d'un spoiler et d'un diffuseur à l'arrière permettent d'améliorer l'aérodynamisme du SUV.
L'habitacle se distingue par des sièges avant aux appuis latéraux plus prononcés et garnis de similisuède, des coutures rouges ou encore la marque Nismo. Bien que son lancement initial soit prévu au Japon au printemps 2024, il n'y a pas encore de confirmation de sa disponibilité sur les marchés occidentaux tels que les États-Unis,.

## Concept car
Le Nissan Ariya est préfiguré par le Nissan Ariya concept présenté le 24 octobre 2019 au salon de l'automobile de Tokyo 2019.
Le Nissan Ariya concept est un concept car de SUV coupé électrique de 4,6 m, qui le place entre les Qashqai et X-Trail dans la gamme du constructeur japonais.
Caractéristiques techniques

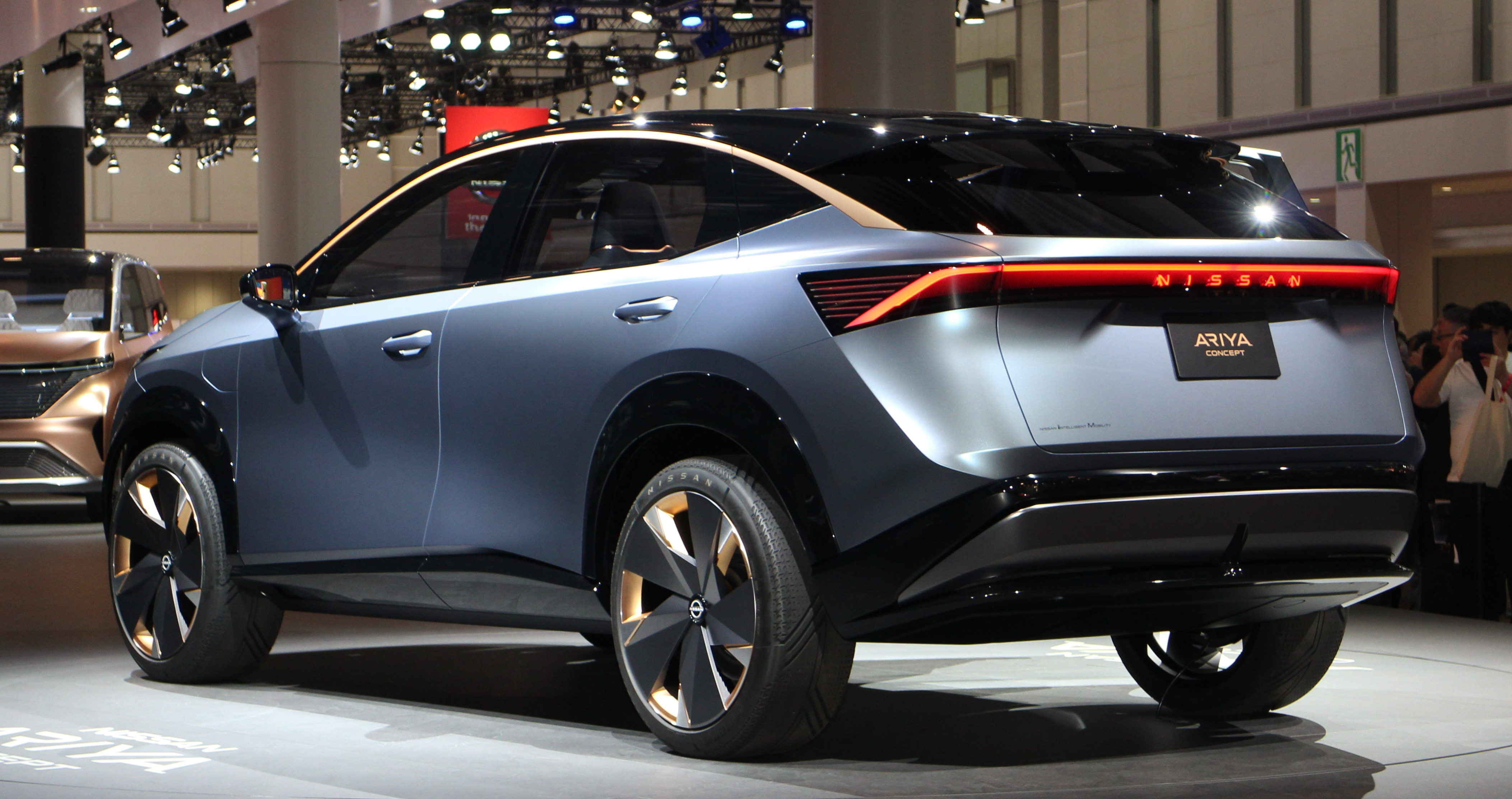
Nissan Ariya concept

Le concept car est équipé de jantes de 21 pouces, de projecteurs à LEDs et d'un logo illuminé sur sa calandre qui elle même reprend la forme d'un grand « V » caractéristique du design Nissan.
À l'intérieur, la planche de bord est équipée de deux écrans de 31 cm assemblés formant un large écran, d'où se commande la conduite autonome ProPilot 2.0.
Le constructeur ne diffuse pas d'information sur la capacité de la batterie, mais indique qu'elle se recharge en courant continu (DC) au standard CHAdeMO.